# CEBPD
CEBPD (англ. CCAAT/enhancer binding protein delta) – білок, який кодується однойменним геном, розташованим у людей на короткому плечі 8-ї хромосоми. Довжина поліпептидного ланцюга білка становить 269 амінокислот, а молекулярна маса — 28 467.
| 10         |  | 20         |  | 30         |  | 40         |  | 50         |
| ---------- |  | ---------- |  | ---------- |  | ---------- |  | ---------- |
| MSAALFSLDG |  | PARGAPWPAE |  | PAPFYEPGRA |  | GKPGRGAEPG |  | ALGEPGAAAP |
| AMYDDESAID |  | FSAYIDSMAA |  | VPTLELCHDE |  | LFADLFNSNH |  | KAGGAGPLEL |
| LPGGPARPLG |  | PGPAAPRLLK |  | REPDWGDGDA |  | PGSLLPAQVA |  | ACAQTVVSLA |
| AAGQPTPPTS |  | PEPPRSSPRQ |  | TPAPGPAREK |  | SAGKRGPDRG |  | SPEYRQRRER |
| NNIAVRKSRD |  | KAKRRNQEMQ |  | QKLVELSAEN |  | EKLHQRVEQL |  | TRDLAGLRQF |
| FKQLPSPPFL |  | PAAGTADCR  |  |            |  |            |  |            |

A: Аланін

C: Цистеїн

D: Аспарагінова кислота

E: Глутамінова кислота

F: Фенілаланін

G: Гліцин

H: Гістидин

I: Ізолейцин

K: Лізин

L: Лейцин

M: Метіонін

N: Аспарагін

P: Пролін

Q: Глутамін

R: Аргінін

S: Серин

T: Треонін

V: Валін

W: Триптофан

Кодований геном білок за функцією належить до активаторів. 
Задіяний у таких біологічних процесах, як транскрипція, регуляція транскрипції, ацетилювання. 
Білок має сайт для зв'язування з ДНК. 
Локалізований у ядрі.